# Hương (Đài Loan)
Hương là phân cấp hành chính cấp độ 3 của huyện ở Đài Loan, cùng với huyện hạt thị. Sau chiến tranh thế giới thứ 2, thị trấn được thành lập theo quy ước phân cấp hành chính Nhật Bản:
| Phân cấp trước năm 1945 | Phân cấp trước năm 1945 | Phân cấp trước năm 1945 | Phân cấp trước năm 1945  | Phân cấp sau năm 1945 | Phân cấp sau năm 1945 | Phân cấp sau năm 1945 | Phân cấp sau năm 1945    |
| Tên                     | Kanji                   | Tiếng Nhật Hepburn      | Tiếng Đài Loan Pe̍h-ōe-jī | Tên                   | Tiếng Trung           | Pinyin phổ thông      | Tiếng Đài Loan Pe̍h-ōe-jī |
| ----------------------- | ----------------------- | ----------------------- | ------------------------ | --------------------- | --------------------- | --------------------- | ------------------------ |
| Nhai                    | 街                      | gai                     | ke                       | Trấn                  | 鎮                    | zhèn                  | tìn                      |
| Trang                   | 庄                      | jō                      | chng                     | Hương                 | 鄉                    | xiāng                 | hiong                    |
| Vùng thổ dân            | 蕃地                    | banchi                  | hoan-tē                  | Hương vùng núi        | 山地鄉                | shāndì xiāng          | soaⁿ-tē hiong            |

Mặc dù luật pháp địa phương không đặt ra các tiêu chuẩn nghiêm ngặt để phân biệt chúng, thông thường các trấn sẽ có số dân đông hơn và nhiều doanh nghiệp, khu công nghiệp hơn hương, nhưng không nằm cùng với huyện hạt thị. Bên dưới hương trấn, còn có phân cấp hành chính thứ 4 là thôn.
Tính đến năm 2017, có tổng cộng 184 trấn hương tại Đài Loan, bao gồm 38 trấn, 122 hương và 24 hương vùng núi. Bành Hồ và Liên Giang là hai huyện không có trấn.

## Thống kê
| Tên huyện  | Phân cấp  | Phân cấp   | Loại trấn hương | Loại trấn hương | Loại trấn hương |           | Tên huyện | Phân cấp   | Phân cấp | Loại trấn hương | Loại trấn hương | Loại trấn hương |
| Tên huyện  | Thành phố | Trấn hương | Trấn            | Hương           | Vùng núi        | Thành phố | Tên huyện | Trấn hương | Trấn     | Hương           | Vùng núi        |                 |
| ---------- | --------- | ---------- | --------------- | --------------- | --------------- | --------- | --------- | ---------- | -------- | --------------- | --------------- | --------------- |
| Chương Hóa | 2         | 24         | 6               | 18              | 0               | Nam Đầu   | 1         | 12         | 4        | 6               | 2               |                 |
| Gia Nghĩa  | 2         | 16         | 2               | 13              | 1               | Bành Hồ   | 1         | 5          | 0        | 5               | 0               |                 |
| Tân Trúc   | 1         | 12         | 3               | 7               | 2               | Bình Đông | 1         | 32         | 3        | 21              | 8               |                 |
| Hoa Liên   | 1         | 12         | 2               | 7               | 3               | Đài Đông  | 1         | 15         | 2        | 8               | 5               |                 |
| Kim Môn    | 0         | 6          | 3               | 3               | 0               | Nghi Lan  | 1         | 11         | 3        | 6               | 2               |                 |
| Liên Giang | 0         | 4          | 0               | 4               | 0               | Vân Lâm   | 1         | 19         | 5        | 14              | 0               |                 |
| Miêu Lật   | 2         | 16         | 5               | 10              | 1               | Total     | 14        | 184        | 38       | 122             | 24              |                 |